# 사탄잎꼬리도마뱀붙이
사탄잎꼬리도마뱀붙이(영어: satanic leaf-tailed gecko)는 마다가스카르에 자생하는 도마뱀붙이류의 일종으로서, 위장술이 뛰어나서 발견하기 힘들고, 마치 낙엽같이 생겼다. 다양한 색깔을 띄고 있으며, 야행성이다. 조르주 알베르 불랑제가 1888년에 최초로 기술하였으며, 납작꼬리도마뱀붙이속의 도마뱀붙이 중 몸뚱이가 제일 작은 종으로 여겨지지만 근연종 U. ebenaui 이 꼬리까지 합하면 더 짧아 논의가 진행 중이다. 최근 무분별한 환경 파괴및 삼림 훼손으로 서식지가 많이 파괴되어 위협받고 있다.

## 어원
속명 Uroplatus는 "꼬리"를 의미하는 "ourá" (οὐρά), "납작한"을 의미하는 "platys" (πλατύς)의 두 그리스어 단어의 라틴어화이다. 종명 phantasticus는 "상상의"를 의미하는 라틴어 단어이며, 이 도마뱀붙이의 독특한 외양에 기반한 것이다. 벨기에의 박물학자 조르주 알베르 불랑제는 이 종을 1888년에 기술하면서 "있을법하지 않다"고 묘사했다.

## 분포, 서식
이 종은 마다가스카르에 자생하는데, 이는 다른 곳에서는 발견되지 않는다는 의미이다. 마다가스카르 북부, 중부의 열대우림의 수목에서 타고난 위장술에 의존해 살아간다.

## 형태
성체의 크기는 꼬리까지 6.6 ~ 15.2 cm 에 이른다. 모든 납작꼬리도마뱀붙이(Uroplatus) 속의 도마뱀붙이처럼 꼬리가 납작하지만, 잎사귀와도 같은 생김새는 ebenaui 복합체(en:Species complex) (U. phantasticus, U. ebenaui, U. malama 가 있다. U. ebenaui는 꼬리 크기가 꽤 작은 편이긴 하다) 에서만 볼 수 있다. 이 도마뱀붙이가 사실 U. ebenaui (노지베잎꼬리도마뱀붙이) 와 같은 종인지에 대해서는 논쟁의 여지가 적잖지만, 이 도마뱀붙이는 머리, 몸통에 더 길고 많은 가시가 나있다. 납작꼬리도마뱀붙이속의 다른 종들은 움직이지 않을 때 윤곽을 흐리게 해주는 역할에 좀 더 중점을 둔 납작한 꼬리가 나있다. 몇몇 사탄잎꼬리 개체들은 심지어 썩어가는 잎사귀를 모방하기 위해 꼬리에 홈이 파여있다. 이는 성적 이형성의 일환으로도 여겨지는데, 이러한 특성은 수컷에게서 좀 더 많이 관찰된다. 뿐만 아니라 사탄잎꼬리는 각각의 눈 위에 속눈썹처럼 생긴 돌출부가 있어서 낮에는 주변에 보다 잘 섞여들 수 있으며, 밤에는 이를 통해 먹이를 쉽게 잡을 수 있다.
이 종은 대개의 도마뱀붙이처럼 눈꺼풀이 없고, 대신 눈을 덮는 투명한 막이 있을 뿐이어서, 길다란 혀로 눈을 핥아 눈 위에 묻은 먼지를 제거한다.
이 종은 색상이 다양하여 개체에 따라 보라, 주홍, 황갈, 노랑 색조를 띄지만 대개는 얼룩덜룩한 갈색 바탕에, 밑에 작고 검은 반점들이 나있어 근연종들과 구별할 수 있다.

## 습성
사탄잎꼬리는 야행성이며 그에 걸맞게 눈이 크고 밤에 우림 서식지를 돌아다니며 곤충을 잡아먹는다. 발가락의 접착력이 있는 비늘과 튼튼한 휜 손톱으로 나무 사이를 민첩하게 옮겨다닌다. 사타닉 리프 테일 게코는 포식자를 회피하는 데 유독 탁월한데, 뛰어난 위장 뿐만 아니라 다양한 습성 때문이기도 하다. 몸의 그림자를 줄이기 위해 몸뚱이를 납작하게 하여 표면에 달라붙고, 포식자를 놀라게 하기 위해 입을 크게 벌려 새빨간 입속을 드러내고, 포식자를 속이기 위해 자발적으로 꼬리를 끊는다.
사탄잎꼬리는 대부분의 파충류처럼 난생이다. 우기가 시작할 즈음 번식기가 시작되어, 두 개의 구형 알을 지상의 잎더미 아래에 산란한다.

## 사육
사탄잎꼬리는 흔히 사육되는 편이며, 짝찟기를 시키기 위해 수컷 한 마리에 암컷 한두 마리를 같이 사육한다. 사육 환경이 좋으면 수컷들끼리 공격성이 낮아 같은 사육장에서 사육할 수 있지만, 그럼에도 가끔씩 다툼이 일어난다.
이 도마뱀붙이는 귀뚜라미, 나방 등의 적당한 크기의 다양한 곤충을 먹는다. 사육 시에 짝짓기가 성공하면 30일 후에 알을 산란하여 90 - 120일이 지나면 부화한다.
미국에서는 일곱 개의 동물원이 이 도마뱀붙이를 보유하고 있으며, 샌디에이고 동물원이 그 중 하나다.

## 위협
서식지 파괴, 탈산림화, 애완동물 거래(en:Pet trade)를 위한 밀렵 모두가 이 동물에게 큰 위협이 되고 있다. 연구의 결과, 사탄잎꼬리는 굉장히 제한된 환경에서만 서식하며, 서식지의 환경이 조금이라도 나빠지면 생존할 수 없는 것으로 보인다. 즉 인기 있는 애완동물에게 흔한 문제인 서식지 파괴, 밀렵에 굉장히 취약하다. 세계 자연 기금 (WWF) 은 납작꼬리도마뱀붙이속의 모든 종들을 불법 야생동물 거래로 위협받는 "10대 수배종"에 등재하였는데, "국제 애완동물 거래에 공급되기 위해 위험한 수준의 물량이 포획되고 판매되기" 때문이다. 이 종은 CITES의 부속서 II로 보호받고 있다.

## 보존
사탄잎꼬리의 생존은 본질적으로 마다가스카르의 우림 서식지의 존속에 달려있다. 따라서 보호구역은 필수적이며, 오늘날 사탄잎꼬리는 최소한 차라타나나 엄정자연보존지구, 마로제지 국립공원(en:Marojejy National Park), 안자나하리베 특별보존지구의 세 곳에서 서식한다고 알려져있다. 하지만 보호구역 안에서조차 사탄잎꼬리를 불법으로 포획하고 있으며, 이 독특하고 비범한 파충류의 존속을 위해서는 이를 막아야 한다. 이 도마뱀붙이는 새의 먹이가 아니라고 여겨진다.